# Ialofane
Lo ialofane è una varietà di ortoclasio ricca di bario.